# اووفر
اووفر (به آلمانی: Auufer) یک شهر در آلمان است که در اشتاینبورگ واقع شده‌است.
 اووفر  ۱۳۲ نفر جمعیت دارد.